# 若宮八幡宮 (川崎市)
若宮八幡宮（わかみやはちまんぐう）は、神奈川県川崎市川崎区大師駅前にある神社（若宮八幡宮）である。旧大師河原総鎮守。境内社には「かなまら祭」で知られている金山神社がある。

## 概要
東京都大田区東六郷にある八幡塚六郷神社より氏子の移住と共に、大師河原干拓の総鎮守として六郷神社の祭神応神天皇の御子である仁徳天皇を淀川治水工事の実績から祀ったのがはじまりとされている。創建年代は、明白でないが永正17年（1520年）から弘治元年（1555年）にかけて実施された検地に基づいて作成された『小田原衆所領役帳』永禄2年（1559年）に朱印地三石と記されていることが初見となるのを目安とする。創建以来川崎大師平間寺に属しその鎮守社とされてきたが、明治の神仏分離の際に平間寺から独立し、平間寺38世、佐伯隆基の親族が宮司となった。

## 祭事
節分の際には、『豆まき』が行われる。いわゆる『豆まき』とは違い、駄菓子や煎餅なども蒔かれるため、子供たちで賑わう。1994年の節分祭の際には、豆撒きの福豆の中に恵方巻用の海苔の引き換え券を入れたり、社殿の前で年女・年男が恵方に向かって一斉に恵方巻を食べる行事を始めた。関東で恵方巻を公の行事として行った関東で唯一の神社とも言われている。
また、大師河原村は長十郎梨の発見地であるため、長十郎梨収穫祭が行われる。

## 境内社
- 金山神社 - 「かなまら祭」で知られる。元は大師駅前に鎮座。伊勢町の伊勢社と大師駅前の稲荷社が合祀されている。
- 藤森稲荷神社
- 大鷲神社 - 11月酉の日に「酉の市」が行われる
- 厳島神社（郷土資料館内）

また、境内には郷土資料館（社務所2階）と若宮幼稚園が併設されている。

## 文化財
- 若宮八幡宮神楽：境内で行われる囃子神楽。2018年（平成30年）11月に川崎市地域文化財（無形民俗文化財）の決定を受けた[1]。

## 氏子区域
氏子区域はおおむね以下の通り。
- 旧川崎町
  - 旧久根崎町、旧東京府荏原郡雑色村 ： 鈴木町
  - 旧砂子町 ： 駅前本町
- 旧大師河原村→大師町
  - 旧大師河原村 ：伊勢町、観音、昭和、大師河原、台町、藤崎
  - 旧川中島村 ： 川中島、観音、大師駅前、大師本町、大師町、東門前
  - 旧稲荷新田 ： 江川、小島町、塩浜、昭和、田町、出来野、殿町、日ノ出、四谷上町、四谷下町
  - 旧池上新田 ： 池上新町、池上町
- 旧田島村→田島町
  - 旧大島村 ： 浅野町
  - 旧小田地先埋立地 ： 大川町、白石町
- 埋立地 ： 浮島町、扇島、千鳥町、中瀬、東扇島、水江町、夜光

## 歴代宮司
| 世代 | 宮司       |
| ---- | ---------- |
| 初代 | 中村員彦   |
| 2代  | 中村博見   |
| 3代  | 中村博光   |
| 4代  | 中村博彦   |
| 5代  | 中村紀美子 |
| 6代  | 中村博行   |

## 兼務社
- 水神社（殿町） - 法人名称は宗教法人水神社
- 厳島神社（日之出） - 法人名称は嚴島神社
- 厳島神社（田町） - 法人名称は嚴島神社
- 汐留稲荷神社（池上新町）
- 稲荷神社（塩浜）
- 稲荷神社（田町） - 法人名称は宗教法人稲荷神社
- 神明神社（川中島） - 法人名称は宗教法人神明神社
- 神明神社（塩浜）

## アクセス
- 京急大師線 川崎大師駅 南口から徒歩3分
- 川崎鶴見臨港バス川23系統 若宮八幡前下車